# Begonia longialata
Begonia longialata là một loài thực vật có hoa trong họ Thu hải đường. Loài này được K.Y.Guan & D.K.Tian mô tả khoa học đầu tiên năm 2000.